# 程瑄
程瑄（?—?），江南仪徵人，清朝政治人物。
乾隆十七年，登进士。乾隆二十八年（1763年）至乾隆三十三年（1768年），擔任利川知县。